# Отто Гофер
Отто Гофер (28 липня 1944) — швейцарський вершник.
Срібний призер Олімпійських Ігор 1984 (командна виїздка), 1988 (командна виїздка) років, бронзовий призер 1984 року в індивідуальній виїздці, учасник 1992 року.
Срібний призер Чемпіонату Європи з виїздки 1985 (індивідуальна виїздка), 1987 (командна виїздка) років, бронзовий призер 1983 (командна виїздка), 1989 (командна виїздка) років.